# Bascous
Bascous (gaskognisch: Bàscos) ist eine französische Gemeinde mit 171 Einwohnern (Stand 1. Januar 2022) im Département Gers in der Region Okzitanien; sie gehört zum Arrondissement Condom und zum Gemeindeverband Grand-Armagnac.

## Geografie
Bascous liegt rund 28 Kilometer nordwestlich der Kleinstadt Auch im Westen des Départements Gers und gehört zum Weinbrandgebiet Armagnac.
Zur Gemeinde gehören die Siedlungen Bascous, einige Weiler und zahlreiche Einzelgehöfte.

## Geschichte
Die Gemeinde gehört historisch zur Region Comté de (Vic-)Fezensac innerhalb der Gascogne. Bascous gehörte von 1793 bis 1801 zum District Condom und war von 1793 bis 2015 Teil des Wahlkreises (Kantons) Eauze. 

## Bevölkerungsentwicklung
| Jahr                       | 1962 | 1968 | 1975 | 1982 | 1990 | 1999 | 2006 | 2020 |
| Einwohner                  | 175  | 159  | 139  | 148  | 144  | 153  | 136  | 172  |
| Quellen: Cassini und INSEE |      |      |      |      |      |      |      |      |

## Sehenswürdigkeiten
- Kirche Sainte-Marie-Madeleine aus dem 15. Jahrhundert
- Schloss Bascous aus dem 16. Jahrhundert
- einige Wegkreuze

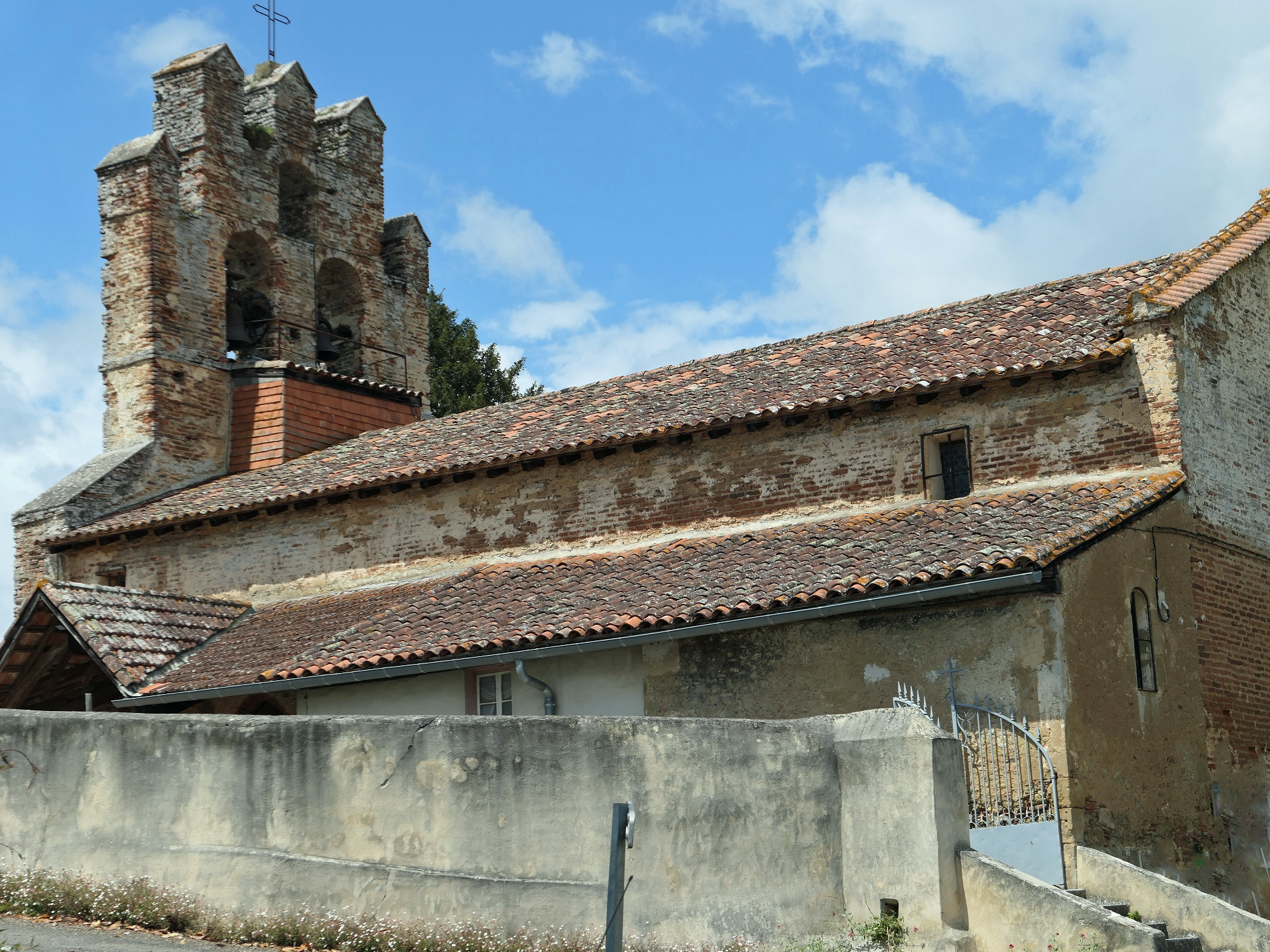
Kirche Sainte-Marie-Madeleine
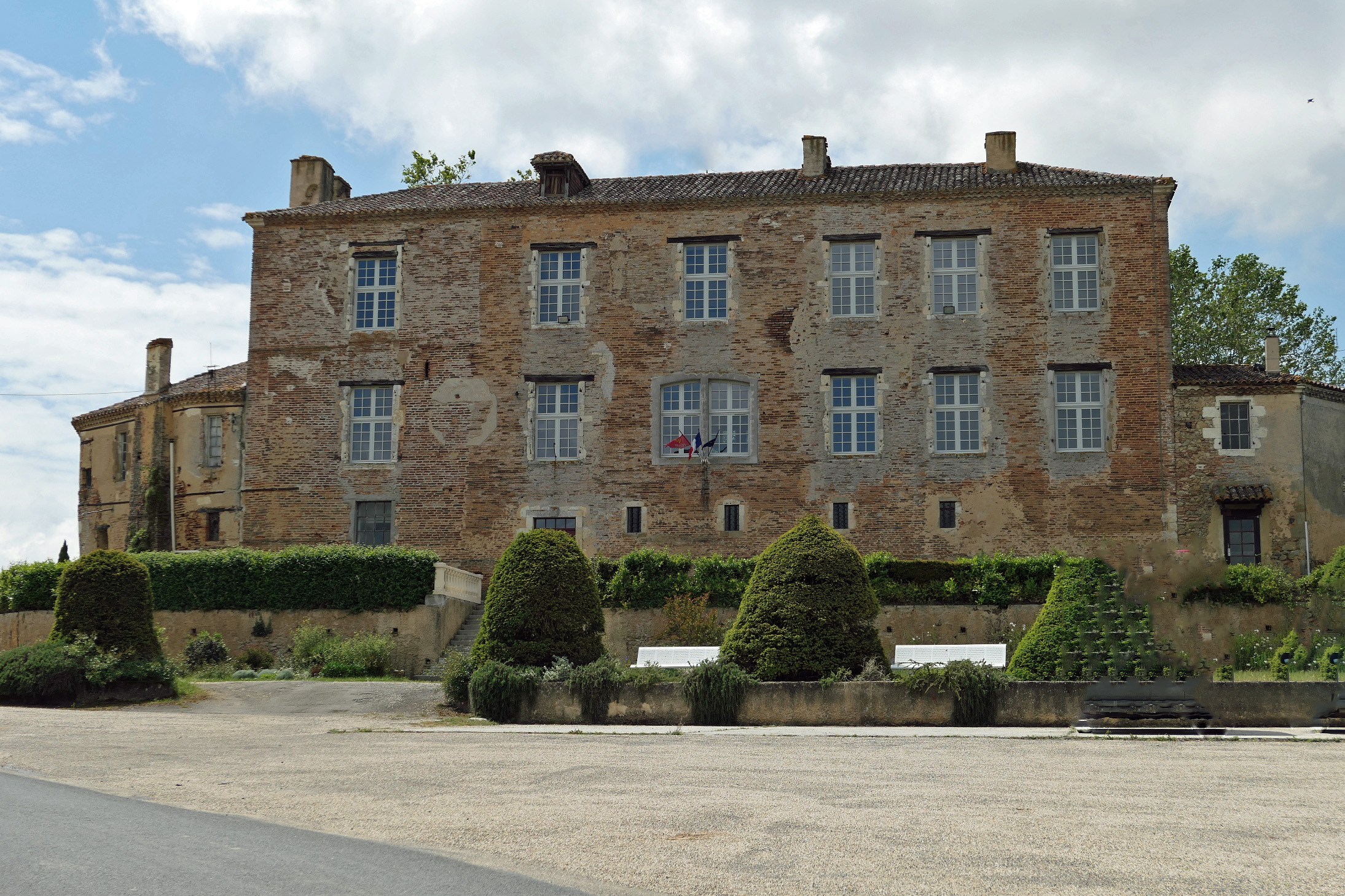
Schloss Bascous